# Space capsule
Space capsule，也称为space module，space cabin或space pod，是英语里对一种航天器的统称。这类航天器具有钝体式的返回舱，其主要用途是运送包括货物、科学实验和/或宇航员等在内的有效载荷往返太空。Space Capsule与其他航天器的区别在于前者具备重返大气层并将有效载荷从轨道或亚轨道送回地球表面的能力，而它与其他类型的返回式航天器的区别在于，其返回舱为钝形且没有机翼，并且后者通常质量较小且仅带有少量可供单次安全返回所需的燃料。
一般认为Space Capsule的范围包括载人飞船、可返回的货运飞船以及返回式卫星。其中大部分载人飞船，如联盟号或猎户座，通常辅以服务舱或过渡舱，有时还会增加一个额外的舱段来扩展操作空间。尽管已经有载人航天飞机被发射至太空轨道，但大多数载人航天器设计仍然使用Space capsule。
现役的载人飞船有联盟号、神舟和龙飞船2号，货运飞船有进步号、天舟、龙飞船2号货运版和天鹅座。目前正在开发的新载人飞船有NASA的猎户座、波音星际航线、俄罗斯的鹰、印度的加冈扬和中国的梦舟。历史上的载人飞船有东方号、水星号、上升号、双子座和阿波罗，活跃的计划有新谢泼德发射。载人飞船必须能够在太空的真空条件下维持生命，往往还有苛刻的热环境和辐射环境要求。它可以是一次性的（如联盟号），也可以是可重复使用的（如载人版龙飞船）。

## 历史

### 东方号

东方号宇宙飞船

东方号是苏联第一艘载人飞船。人类历史上第一次载人航天，即是由宇航员尤里·加加林于1961年4月12日乘坐东方一号完成的。
该飞船最初的设计包含了两种用途，一个是用作苏联第一个间谍卫星天顶计划的相机平台，另一个则是用作载人航天器。这种军民两用设计对于该项目能够获得苏联共产党的支持至关重要。该设计使用球形返回舱，以及一个双锥体下降舱，用于容纳姿态控制推进器、在轨消耗品和用于脱离轨道的制动火箭。这种基本设计已经使用了大约40年，逐渐应用于一系列人造卫星。
返回舱由烧蚀隔热材料完全覆盖，直径2.3（7英尺7英寸），重2,460（5,420英磅）。飞船被罩在鼻锥里，以降低发射时的阻力；圆柱状的内舱直径约1（3英尺3英寸），几乎与飞船的纵轴相垂直。宇航员坐在带有单独降落伞的弹射座椅上，以在发射时的紧急状况下逃生，及在正常飞行情况下着陆。飞船有自己的降落伞，以便降落。尽管官方消息称加加林是在飞船内一起着陆的，这也是根据国际航空联合会（IAF）的规则对首次载人航天飞行资格的要求，但后来发现，所有东方号的宇航员都是从飞船中弹射出来分别着陆的。该舱还有一个朝后的2.25（7英尺5英寸）锥形设备舱，长2.43（8英尺0英寸），重2,270（5,000英磅），搭载了氮氧呼吸气体、电池、燃料、姿态控制推进器和制动火箭。它可以支持长达十天的飞行。东方号成功进行了六次发射，最后两次是结伴飞行的。最长的飞行时间仅有五天，是东方五号在1963年6月14日至19日的飞行。
由于姿态控制推进器位于设备舱中，而该舱在临再入前被丢弃，因此无法主动控制返回舱的路径和方向。与水星号的锥形设计不同，上升号采用了球形设计，这样可以在体积相同的情况下将隔热罩直径最小化，但这也意味着必须在所有方向保护飞船以免再入时过热。通过调整重心，可以对飞船的再入方向进行一定控制。保持宇航员的背部朝向飞行方向是正确且必要的，这样可以在最高达8到9倍的重力加速度下提供最好地保护。

### 上升号

上升号宇宙飞船，飞行状态，两种型号

上升计划以东方号的设计为基础，并进行了修改，以搭载多名宇航员，共进行了两次飞行。舱室由圆筒形更改为一个更宽的矩形，这样可以容纳三名宇航员并排乘坐（上升1号），或者两名宇航员，中间夹一个可充气的气闸，以进行舱外活动（上升2号）。返回舱顶部增加了一个备用的固体燃料反推火箭。上升号的弹射座椅被取消以节省空间，因此并没有为乘员提供在发射或着陆的紧急情况下的逃生手段。整个上升号飞船重达5,682（12,527英磅）。
空间不足意味着上升1号的宇航员没有穿宇航服。上升2号的两名宇航员都穿着宇航服，因为宇航员阿列克谢·列昂诺夫准备出舱活动。这就需要一个气闸，因为飞船的电气系统和环境系统都是风冷的，飞船完全减压会导致它们过热。气闸重达250（550磅），发射时折叠起来的直径为700 mm（28英寸），高770 mm（30英寸）。在轨道上展开后，其长度为2.5米（8英尺2英寸），内径为1米（3英尺3英寸），外径为1.2米（3英尺11英寸）。另一名宇航员也穿着宇航服，以防返回舱意外失压。气闸在使用后被丢弃。
上升号没有弹射座椅，这意味着在着陆时宇航员需要位于飞船内，而不像东方号那样宇航员弹射出来与飞船分别着陆。上升号为此开发了一种新的着陆系统，在降落伞绳上增加了一个小型固体燃料火箭。它在返回舱接近地面时点火，以提供更软的着陆。

### 水星号

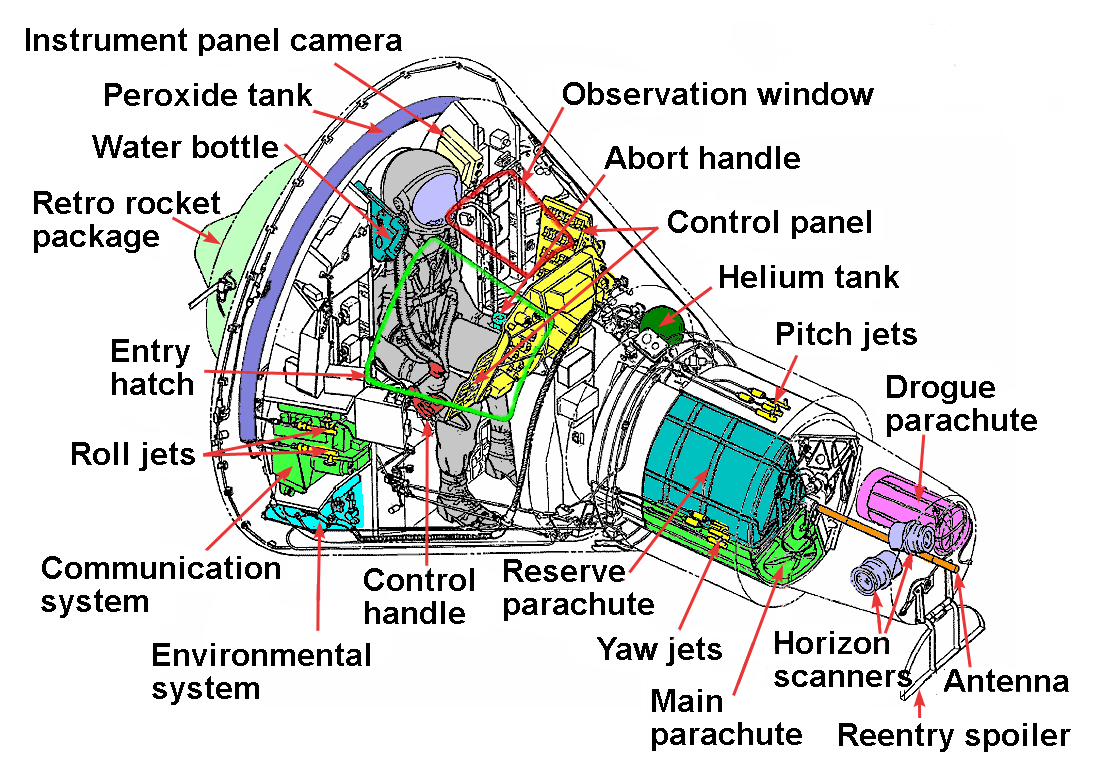
水星号宇宙飞船的内部结构

水星飞船的主要设计师是马克西姆·费吉特，他在美国国家航空咨询委员会（NACA）时期就开始了载人航天研究。:150飞船长10.8英尺（3.3），宽6英尺（1.8）；加上发射逃逸系统，总长度为25.9英尺（7.9）。:131飞船的内部活动空间有100立方英尺（2.8立方），仅够容纳一名乘员。:47其内部有120个控件：55个电气开关、30个保险丝和35个机械杠杆。:245最重的飞船水星-宇宙神9号的满载重量达3,000英磅（1,400）。:490其表层由René 41制成，这是一种能够承受高温的镍合金。:136
飞船呈锥形，窄端有一个颈部。:131它有一个凸起的底座，上面有一个隔热罩，:134－136它是由覆盖了多层玻璃纤维的铝蜂窝组成的。:140、143隔热罩上绑着一个制动火箭包（右图中的Retro rocket package）:132－134，它由三枚火箭组成，用于返回期间的飞船制动。:132在这三枚制动火箭之间还有三枚小火箭，用于在入轨时将飞船与运载火箭分离。:188当不再需要制动包时，就会切断它的固定带。:134挨着隔热罩的是加压乘员舱。:136－144在舱内，宇航员被绑在合身的座椅上，他的面前是各种仪器，背靠在隔热罩上。:136－137座椅下方是环境控制系统（Environmental system），提供氧气和热量，:138净化空气中的CO2、蒸汽和气味，以及（在轨飞行中）收集尿液。:139飞船窄端的回收舱:144－145内有三个降落伞：一个用于稳定自由落体的引导伞（Drogue parachute）和两个主要的降落伞，一个主伞（Main parachute）和一个备用伞（Reserve parachute）。:144在隔热罩和乘员舱内壁之间有一条着陆裙（landing skirt），用于在着陆前抛下隔热罩。:135回收舱顶部是天线部分，:145－148其中包含了通讯天线（Antenna）和引导飞船方向的扫描仪（Horizon scanners）。:147上面还附有一个襟翼（Reentry spoiler），以确保飞船再入时以隔热罩朝前。:199发射逃生系统安装在飞船的窄端，:179－181它有三枚小型固体燃料火箭，可以在发射失败时紧急点火，将飞船与助推器安全分离。它将展开飞船的降落伞，在附近海面溅落。:179
水星号飞船没有机载计算机，而是依靠地面计算机进行所有的再入计算，然后在飞行中通过无线电将结果（制动点火时间和点火姿态）发送给飞船。水星太空计划中使用的所有计算机系统都位于地球上的NASA设施中。计算机系统使用的是IBM 701计算机。
在苏联的首次载人轨道太空飞行近一个月后，美国将它的第一位水星宇航员艾伦·谢泼德送入亚轨道飞行。在苏联人于8月6日发射了第二艘东方号，并进行了为期一天的太空飞行之后，美国终于在1962年2月20日将第一名美国人约翰·格伦送入太空轨道。美国总共发射了两艘载人亚轨道水星号飞船和四个载人轨道飞船，飞行时间最长的是水星-宇宙神9号，飞行了32个半小时，共绕轨道飞行22圈。

### 双子座计划

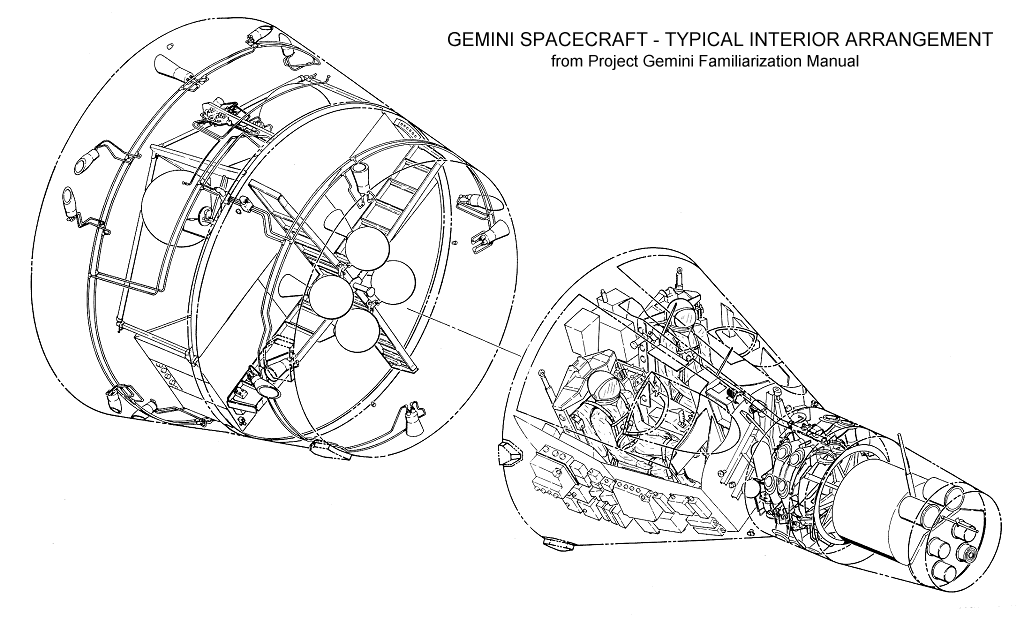
双子座宇宙飞船及其设备舱的内部结构

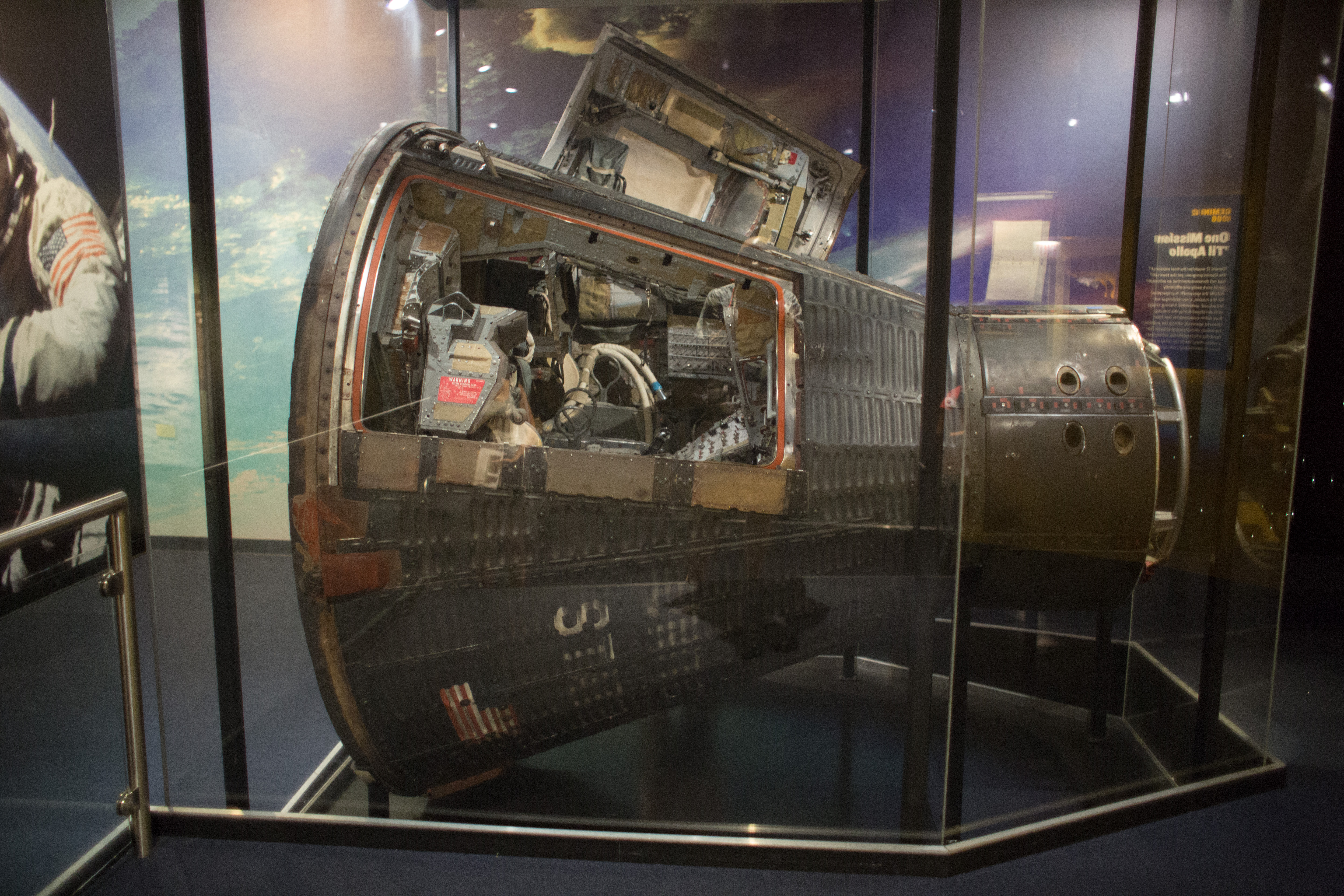
1966年执行双子座计划第十次，也是最后一次任务的双子座12号宇宙飞船，当时的宇航员是吉姆·洛弗尔和巴兹·奥尔德林（在芝加哥的阿德勒天文馆展出）

飞船本身的许多组件，通过它们自己的小检修门都可以够得到。与水星号不同，双子座使用了全固态电子设备，其模块化设计使其易于维修。
双子座的紧急发射逃逸系统没有使用由固体燃料火箭驱动的逃逸塔，而是使用了飞机式的弹射座椅。逃逸塔又重又复杂，NASA的工程师认为可以取消，因为泰坦II的自燃推进剂会在接触时立即燃烧。与使用低温燃料的宇宙神和土星相比，泰坦II助推器爆炸时的冲击效应和火焰都比较小。弹射座椅足以将宇航员与发生故障的运载火箭分离。在高海拔地区，由于无法使用弹射座椅，宇航员则会在飞船内返回地面，而飞船则会与运载火箭分离。
使用弹射座椅的主要支持者是吉姆·张伯林，他根本不喜欢水星号的逃逸塔，而是希望使用一种更简单的替代方案，同时还能减轻重量。他反复观看了几部关于宇宙神和泰坦II号洲际弹道导弹的事故影片，他通过这些影片估计了运载火箭爆炸时所产生火球的大致尺寸，并据此判断泰坦II号的爆炸要小得多，因此飞船可以依靠弹射座椅来逃离。
另一边，水星号逃逸塔的设计者费吉特并不喜欢这种配置。弹射座椅除了可能对宇航员造成严重伤害外，它们在升空后也只能使用约40秒，因为此时助推器已经达到1马赫的速度，不可能再弹射了。他还担心，如果宇航员在飞行中弹射，他们可能会穿过泰坦的尾流。但他后来补充道：“双子座最好的事情是，他们永远不必逃逸。”
双子座的弹射系统从未在双子座舱内进行过纯氧加压测试，发射前也没有。1967年1月阿波罗1号致命的火灾表明，用纯氧对飞船加压会造成极其危险的火灾隐患。在1997年的口述历史中，宇航员托马斯·斯塔福德在谈到1965年12月双子座6A号的发射中止时说，当时他和指挥飞行员瓦尔特·施艾拉差点被从飞船中弹出：
所以事实证明，如果我们不得不这样做，我们就会看到，就会变成两颗信号弹被发射出来，因为我们已经在15—16磅力每平方英寸（100—110千帕斯卡）的纯氧中浸泡了一个半小时。你还记得我们在卡纳维拉尔角发生的悲惨火灾。（……）天哪，等到火灭了，宇航服都要烧光了。所有东西都在氧气里泡着。所以感谢上帝。那是另一回事：NASA从来不在“如果没办法就只好弹射”的条件下进行测试。他们确实在中国湖进行了一些测试，那里有一个双子座飞船的模型，但他们所做的只是将它充满氮气。他们在做滑车测试的时候，并没有给它充满氧气。
双子座是第一艘携带机载计算机的载人飞船，该计算机被称为双子座导航计算机，用来帮助管理和控制任务机动。这台计算机有时被称为双子座飞船机载计算机（Gemini Spacecraft On-Board Computer，简称OBC），与土星运载火箭数字计算机非常相似。双子座导航计算机重58.98英磅（26.75）。其磁芯存储器有4096个内存地址，每个地址包含一个39位的字，该字由三个13位的“音节”组成。所有数值数据都是26位补码整数（有时作为定点数使用），要么存储在字的前两个音节中，要么存储在累加器中。指令（总是使用4位操作码和9位操作数）可以放在任何音节中。

### 阿波罗号

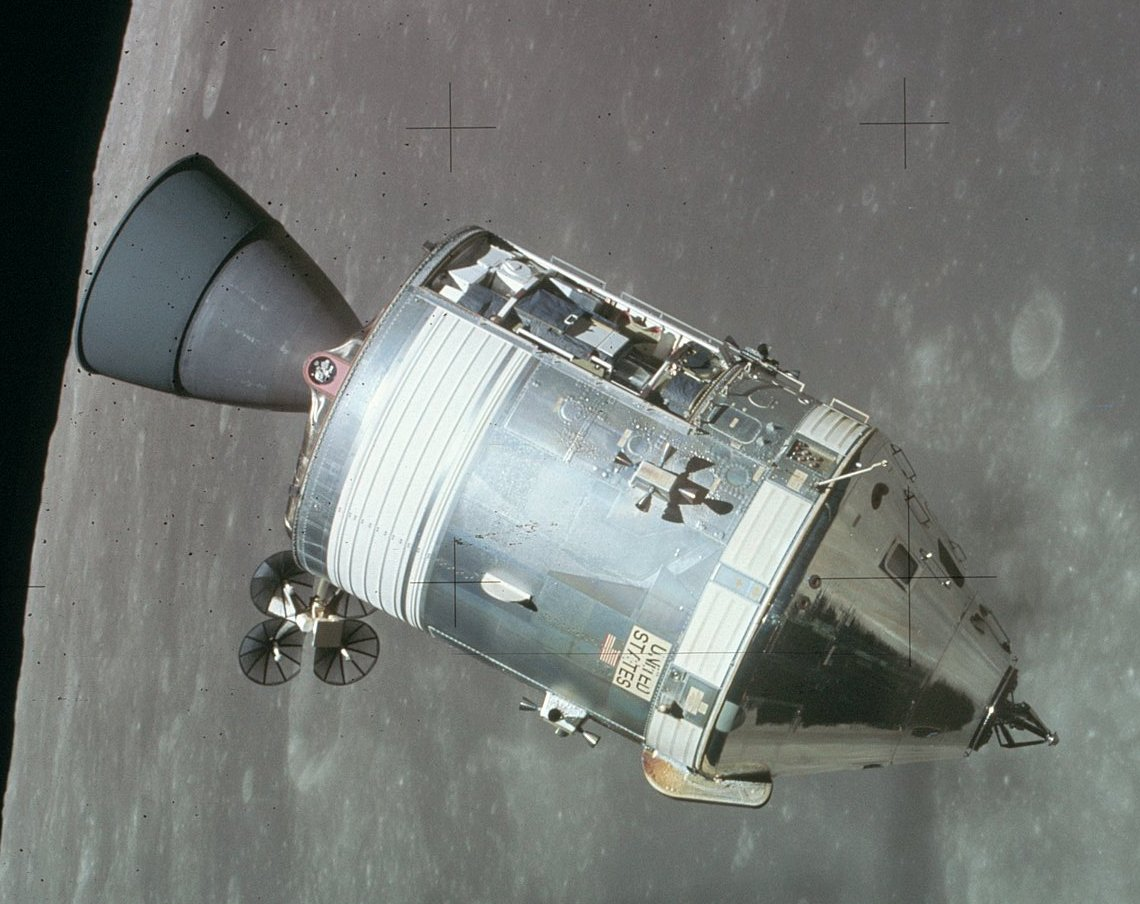
环绕月球轨道的阿波罗15号指令/服务舱，摄自该任务的阿波罗登月舱猎鹰号

阿波罗飞船最初是在1960年构思的，是水星计划后续的三人飞船，是一项可扩充的任务。它可用于将宇航员送至地球轨道的空间站，或用于飞往月球或在月球轨道飞行，还可能在月球着陆。1960和1961年，美国航天局向几家公司征求了阿波罗飞船可行性研究，而费吉特和空间任务组已经开始了设计工作，使用一个圆锥/钝体飞船（指令舱），以及一个能提供电力和推进力的圆柱形服务舱作支持。NASA于1961年5月审查了参与者的设计，但约翰·肯尼迪总统提出了在1960年代把人送上月球的全国性计划，于是NASA决定拒绝可行性研究并继续费吉特的设计，着眼于登月任务。建造阿波罗的合同被交给了北美航空。
阿波罗的指令/服务仓（Command/Service Module，简称CSM）最初的设计是将三个人放在一个大的有腿的着陆平台上，直接带到月球表面。指令舱的直径为12英尺10英寸（3.91），长11英尺1.5英寸（3.391）。服务舱长13英尺（4.0），加上发动机喷嘴，飞船的总长度为36英尺2.5英寸（11.036）。使用自燃推进剂的推进器拥有20,500英磅力（91,000牛頓）的推力，以将CSM推离月球表面并将其送回地球。这需要一个比土星五号大得多的单个运载火箭，或者使用土星五号多次发射，然后在地球轨道上进行组装，再将其送往月球。
早期决定使用月球轨道交会的方法，使用较小的登月舱（Lunar Excursion Module，简称LEM）在月球轨道和月面之间运送两个人。质量的减少使得登月任务可以用单个土星五号来发射。由于重要的开发工作已经开始设计，因此决定继续使用现有的设计作为Block I，同时开发一个能够与登月舱交会的Block II版本。除了增加对接通道和探针外，Block II还能根据从Block I的设计中学到的经验对设备进行改进。Block I将用于无人试飞和有限几次地球轨道载人飞行。虽然推进器比要求的更大，但其设计并没有更改，因为重大的开发已经在进行中了；不过，推进剂罐的尺寸略有缩小，因为对燃料的需求有所变化。根据宇航员的建议，Block II指令舱把两扇内嵌式舱门，替换为一扇外开舱门，以便在任务结束时更容易出来。这是为了避免舱门意外打开，此类事故曾经在古斯·格里森的水星-红石4号飞行中发生过。
水星号和双子座的实践证明，发射前充入16.7磅力每平方英寸（115千帕斯卡）的纯氧，结合内嵌式舱门设计，是灾难性的。1967年1月27日，为准备2月份的首次载人发射，阿波罗1号的全体船员——格里森、爱德华·怀特和罗杰·查菲在发射台上参加发射前测试时，被席卷船舱的大火夺去生命。内嵌门使得宇航员在遇到危险时，无法逃脱或被救出。调查揭示，火灾可能是由磨损的电线产生的火花引起的，并点燃了本不该放在船舱内的易燃材料。载人飞行计划被推迟了，同时对Block II飞船进行了设计变更，将发射前船舱中的气体由纯氧替换为类似空气的氮/氧混合物，除去船舱和宇航服中的易燃材料，并密封所有电线和腐蚀性冷却液管线。
Block II飞船加满燃料后重63,500英磅（28,800），执行了四次载人地球和月球轨道测试飞行，以及七次载人月球着陆任务。飞船的一个修改版本还曾将三名乘员运送到天空实验室空间站，还执行过与苏联联盟号宇宙飞船对接的阿波罗-联盟测试计划。阿波罗飞船在1974年之后退役。

### 货运飞船
随着空间站的使用和长期的太空驻留，对货运飞船的需求有所增加。与载人飞船相比，纯货运飞船不需要生命维持系统，甚至大部分货运飞船在任务结束后，会携带空间站产生的废物再入大气层烧毁。

### 已退役的无人Space capsule
- 日冕卫星
- 中国返回式卫星
- 富顿卫星（英语：Foton (satellite)）
- VBK-彩虹（英语：VBK-Raduga）
- 大气返回验证者（英语：Atmospheric Reentry Demonstrator）
- 太空舱返回实验
- 联盟7K-L1（英语：Soyuz 7K-L1）
- 联盟7K-LOK（英语：Soyuz 7K-LOK）
- TKS飞船（英语：TKS (spacecraft)）

## 现役宇宙飞船

### 联盟号

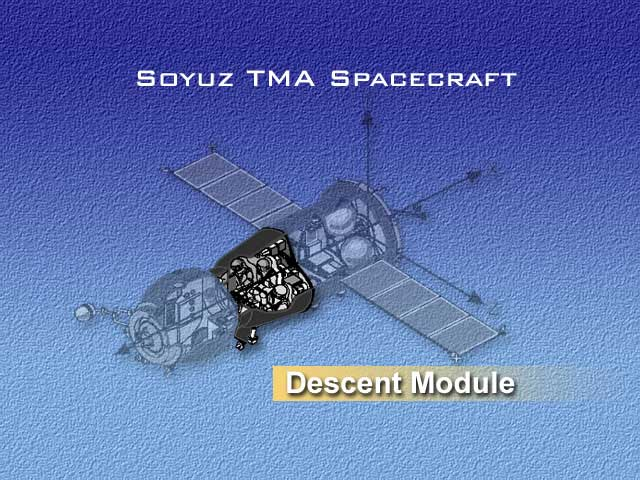
联盟号飞船，突出显示的是返回舱

1963年，科罗廖夫首先提出了三人的联盟号宇宙飞船，用于在地球轨道组装的月球探测任务。苏联领导人尼基塔·赫鲁晓夫向他施压，要求他推迟联盟号的开发，将工作转移到上升号，后来又允许他为空间站和月球探测任务开发联盟号。他使用了一个小型、轻便的钟形再入舱，在其顶端连接了一个轨道乘员舱，包含了主要的任务生活空间。服务舱使用两块太阳能电池板来发电，并包含一个推进系统发动机。联盟7K-OK型型号是为地球轨道设计的，其再入舱重2,810（6,190英磅），直径2.17（7英尺1英寸），长2.24（7英尺4英寸），内部容积4.00立方（141立方英尺）。其球形轨道舱重1,100（2,400英磅），直径2.25（7英尺5英寸），含对接探针长3.45（11.3英尺），内部容积5.00立方（177立方英尺）。飞船总质量为6,560（14,460英磅）。
科罗廖夫去世之后，从1967到1971年，其中10艘飞船进行了载人飞行。第一艘（联盟1号）和最后一艘（联盟11号）发生了最早的太空死亡。科罗廖夫开发了一种9,850（21,720英磅）的7K-LOK变体，用于月球任务，但从未载人飞行过。
直到今天，俄罗斯人仍在继续开发和使用联盟号。

### 神舟

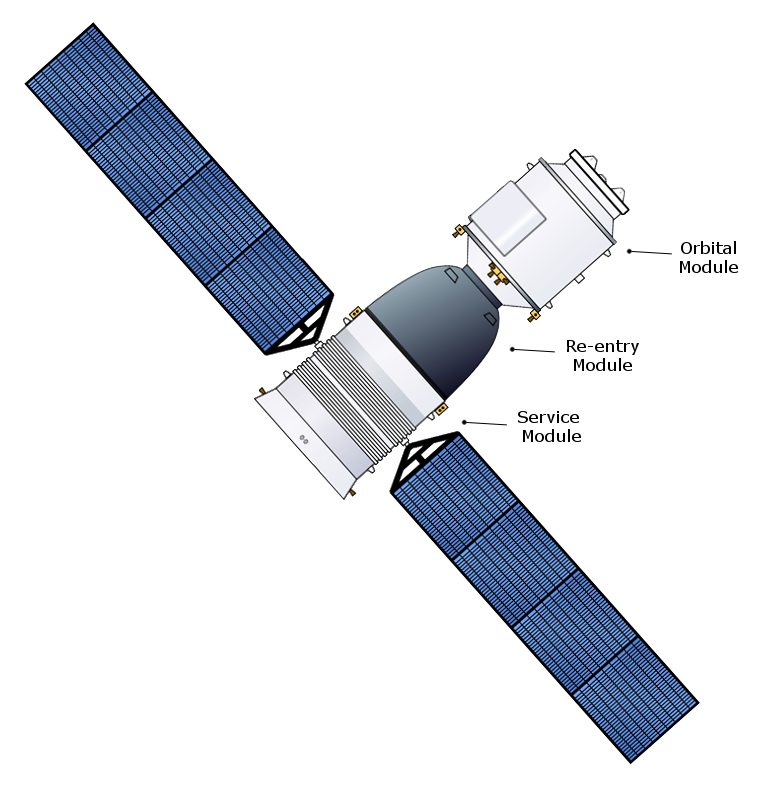
神州7号之后的飞船示意图

中国在1990年代开发了“神舟”飞船，其设计理念和联盟号一样，包括轨道舱、返回舱及服务舱。它于1999年进行了第一次无人测试飞行，并在2003年10月进行了首次载人飞行，将杨利伟送入地球轨道并绕地球14圈。截至2022年5月，已经成功发射13次，其中载人7次。

### 龙飞船2号
SpaceX七座的龙飞船2号于2020年5月30日首次将宇航员送往国际空间站，执行的是NASA的示范2号任务。龙飞船最初的设想是，作为SpaceX开发的无人飞船，用于NASA的商业补给服务合同。但后来增加了载人飞行的需求，这使得飞船经过了重大的重新设计，其通用性有限。

### 新谢泼德
蓝色起源开发的六座新谢泼德飞船是一种亚轨道载人飞船，专为需要人工参与的研究和太空旅游而设计。飞船也可以执行无人飞行，以携带更多的有效载荷和实验设备。

## 开发中的载人飞船设计
俄罗斯
奥勒尔宇宙飞船
美国
猎户座飞船
波音星际航线
印度
加冈扬号飞船
中国
梦舟载人飞船
伊朗
伊朗载人飞船